# Lisa Schmitz
Lisa Schmitz, née le 4 mai 1992, est une footballeuse internationale allemande évoluant en tant que gardienne de but au FC Cologne.

## Carrière en club

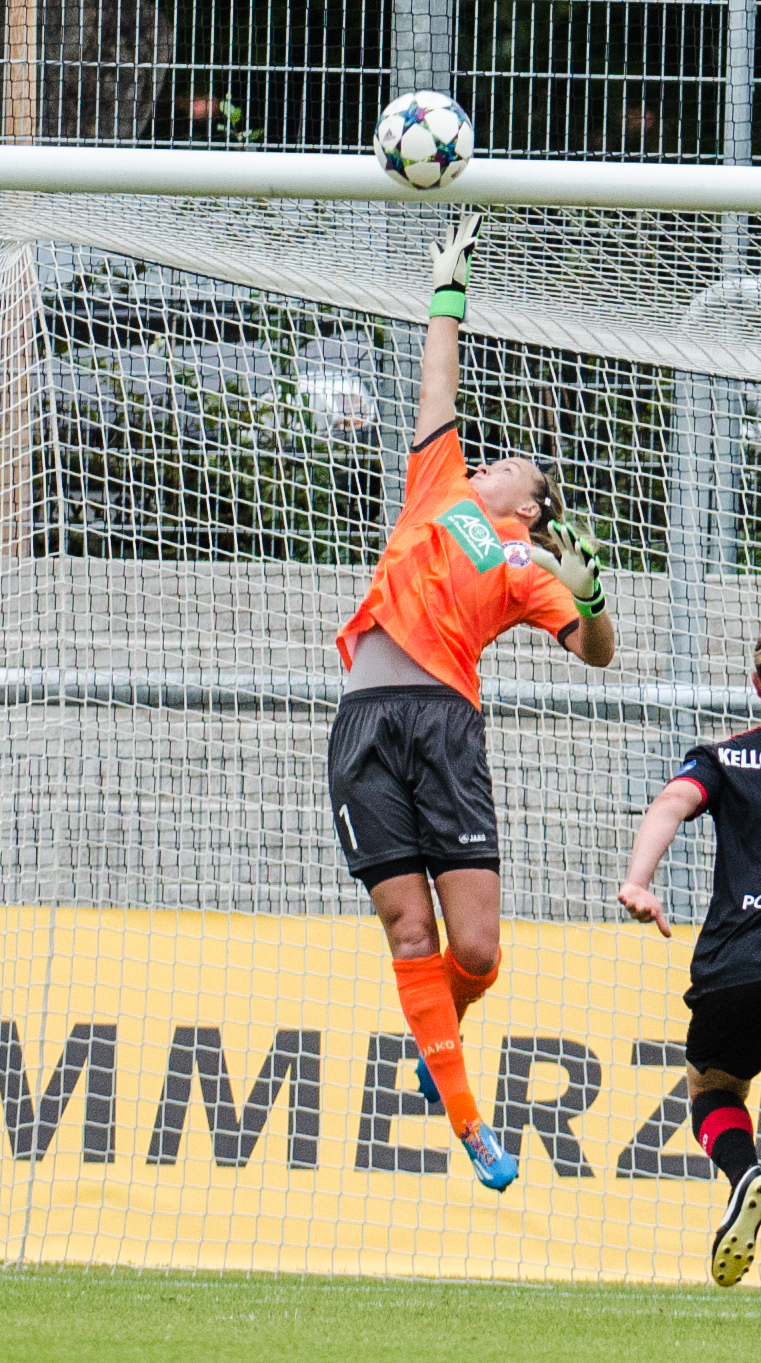
Lisa Schmitz pendant le championnat d'Allemagne féminin de football de 2015, face à l'équipe de Francfort

Schmitz commence à jouer au football au Germania Zündorf et rejoint l'équipe de deuxième division Bayer 04 Leverkusen en 2008. Titulaire, elle aide son équipe à obtenir une promotion en Bundesliga en 2010.  
Elle est nommée meilleure gardienne de but du DFB-Hallenpokal en 2014 et 2015 et remporte la coupe en 2015. Après avoir disputé 121 matches de championnat avec Leverkusen, dont 86 en Bundesliga, Schmitz signe un contrat de deux ans avec Turbine Potsdam en 2015. 
Après 4 saisons et 69 matchs joués à Potsdam, elle décide de découvrir un nouveau championnat et rejoint la France en signant pour le Montpellier HSC en 2019. 

## Carrière internationale
Schmitz fait ses débuts au sein de l'équipe nationale allemande des moins de 15 ans en 2007.  
En 2008, elle fait partie de l'équipe des moins de 17 ans vainqueur du championnat d'Europe des moins de 17 ans et troisième de la Coupe du monde U17. Troisième gardienne derrière Anna Felicitas Sarholz et Almuth Schult, elle n’est utilisée dans aucun des deux tournois.  
En 2011, elle est convoquée par l'équipe allemande qui remporte le Championnat d'Europe des moins de 19 ans et dispute 4 matches lors de la phase finale. 
Confrontée à une forte concurrence à son poste en A, elle est appelée pour la première fois en 2017 en remplacement de Lisa Weiss, blessée. Elle compte 2 titularisations dans sa carrière contre le Canada et l'Autriche.  
Elle est appelée dans le groupe élargie de préparation à la Coupe du monde en France en 2019. 
Elle n'a plus été appelée en A depuis novembre 2019. 

## Palmarès

### Bayer 04 Leverkusen
- 2. Bundesliga (Sud) : 2009-2010
- DFB-Hallenpokal : 2015

### Allemagne
- Euro U17 : Vainqueur en 2008
- Coupe du monde U17 : Troisième place en 2008
- Euro U19 : Vainqueur en 2011